# 妙泉寺 (江戸川区)
妙泉寺（みょうせんじ）は、東京都江戸川区にある日蓮宗の寺院。

## 歴史
1634年 (寛永11年)、正善院日喜によって開山された。
当地一帯は、旗本の松浦信正の領地であったため、信正に関する寺宝が多い。江戸川区の文化財にも指定されている。
境内には、「稲荷堂」と呼ばれる八角堂がある。これは幕府の御座船「安宅丸」が廃船・解体された際に、船内で祀られていた船玉（船の守護神）を譲り受けて祀ったものである。「商売繁盛の神様」として崇敬が篤く、その崇敬者・組織の中にはキッコーマンもいる。

## 文化財
- 紙本著色松浦信正像 - 江戸川区指定有形文化財・歴史資料、平成24年3月27日告示[4]
- 墨書木箱 - 江戸川区指定有形文化財・歴史資料、平成24年3月27日告示[4]
- 石造松浦信正写経塔 - 江戸川区指定有形文化財・歴史資料、平成24年3月27日告示[4]

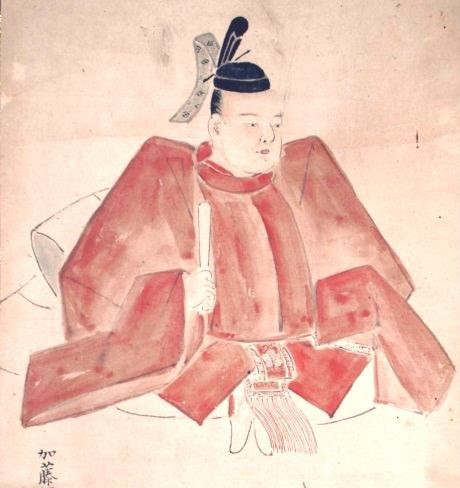
紙本著色松浦信正像

## 交通アクセス
- 篠崎駅より徒歩12分。